# Бальтино
Бальтино — деревня в Опочецком районе Псковской области России. Входит в состав Макушинской волости Опочецкого района.

## Общие сведения
Расположена в 34 км к юго-западу от города Опочка, у прибрежья реки Веть.
Численность населения по состоянию на 2000 год составляла 10 человек, на 2012 год — 1 человек.
До 2006 года входила в состав Петровской волости с центром в д. Макушино.

## Известные уроженцы
- Александров Иван Петрович (род. 1941) — советский, российский государственный и политический деятель.